# DGB Daegu Bank Park
El DGB Daegu Bank Park (coreano: DGB대구은행파크) originalmente llamado Daegu Forest Arena, es un estadio de fútbol ubicado en la ciudad de Daegu, capital de la provincia de Gyeongsang del Norte, Corea del Sur. Fue inaugurado el 9 de marzo de 2019 y posee una capacidad de 12.415 asientos, esta emplazado en el lugar del demolido Daegu Civic Stadium.
El estadio es propiedad del club Daegu FC que participa en la K League 1, la máxima categoría del fútbol Coreano. 
En marzo de 2019 DGB Financial Group compró los derechos de denominación y nombró el estadio DGB Daegu Bank Park, convirtiéndose en el primer estadio con derechos de denominación en la historia de la K League.
Sin embargo, dado que la Confederación Asiática de Fútbol (AFC) tiene todos los derechos de comercialización en la Liga de Campeones de la AFC y partidos internacionales, los derechos de denominación no se pueden ejercer, por lo que el nombre Daegu Forest Arena se usa para partidos internacionales.
El partido inaugural lo disputaron el Daegu FC contra el Jeju United el 9 de marzo de 2019, juego válido por la K League 1. El partido finalizó con la victoria del local por 2-0, el primer gol en el estadio lo marcó Edgar Bruno da Silva en el minuto 76, al partido asistieron 12.172 espectadores.